# Goniobranchus geometricus

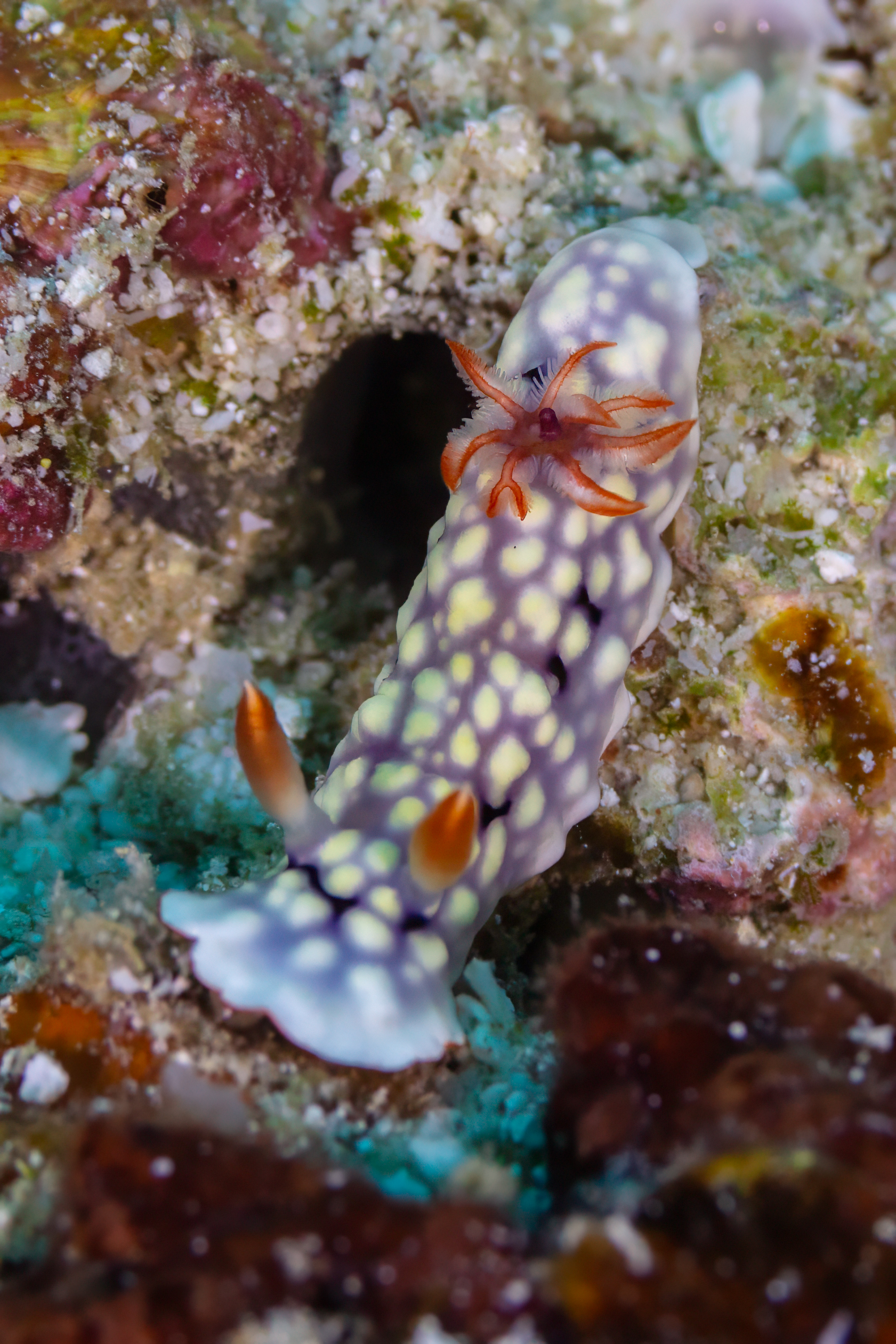
Ejempar de Goniobranchus conchyliatus, de aspecto similar a Goniobranchus geometricus.

Goniobranchus Geometricus es una especie de babosa marina colorida, un nudibranquio dorido, un molusco gasterópodo marino de la familia Chromodorididae.

## Distribución
Esta especie fue documentada por primera vez en Nueva Caledonia. Se encuentra en todo el océano Índico y en el océano Pacífico occidental, desde la zona intermareal hasta 30 m.

## Descripción
Goniobranchus Geometricus es un pequeño nudibranquio que puede crecer hasta una longitud total de 35 mm. Su color es variable, con un color de base que va desde marrón cremoso hasta púrpura. El manto tiene numerosas protuberancias de color crema y tiene un margen blanco. Las branquias y los rinóforos son de color blanco a verdoso.  Es muy similar a Goniobranchus conchyliatus pero tiene rinóforos y branquias de color verde grisáceo, mientras que G. conchyliatus los tiene rojos.

## Ecología
Este animal se alimenta de la especie de esponja Chelonaplysilla violacea.